# Ланостерин
Ланостерин (лат. lana — вовна) хімічна сполука, яка зустрічається у природі. З хімічної точки зору це стероїд. Він виникає в еукаріотах як проміжний продукт під час біосинтезу холестерину (у рослинах ця роль у більшій мірі виконується циклоартенолом). Ланостерин у значній кількості є присутній у ланоліні  (лат. Adeps lanae), разом із холестерином і похідними ланостану — дигідроланостерином, агностерином і дигідроагностерином.

## Історія
Структура ланостерину класичними методами була з'ясована швейцарською групою на чолі із В. Фозером у 1950 році.

## Знаходження у природі і отримання
Як проміжний продукт біосинтезу холестерину ланостерин присутній у всіх еукаріотах. Вівці виділяють його з пóтом у ланолін, з якого його можна видобувати у великій кількості. Відокремлення суміші від інших тритерпенів важке і здійснюється за допомогою фракційної кристалізації та хроматографії ацетату.
Вудварду вдалося синтезувати ланостерин з холестерину після того, як його група здійснила повний синтез холестерину.

## Біосинтез
Біологічний синтез ланостерину здійснюється у багатостадійній реакції циклізації із (S)-сквален-2,3-епоксиду, яка каталізується ензимом ланостеринсинтазою:
 → 